# Selección de fútbol australiano de Gran Bretaña
La selección de fútbol australiano de Gran Bretaña se conoce como los Great Britain Bulldogs. El equipo está formado por los mejores jugadores nacidos en Gran Bretaña seleccionados de clubes de Inglaterra, Gales y Escocia, y apariciones ocasionales de jugadores británicos que juegan en clubes de Australia.
Además de los amistosos internacionales regulares, el equipo ha jugado en todas las Copas Internacionales de Fútbol Australiano desde sus inicios en 2002.
También compiten en el trienal AFL Europe Championship, ganando la edición de 2016 en Londres tras vencer a los Irish Warriors por 7,9 (51) a 4,5 (29).
La selección femenina de fútbol australiano de Gran Bretaña se llama los Great Britain Swans.

## Historia
Los Bulldogs de Gran Bretaña jugaron su primer partido internacional el 2 de octubre de 1993 contra Canadá en Toronto.
Compitieron en la Copa de la Alianza Atlántica de 2001, registrando victorias sobre Canadá y eventualmente subcampeón de Dinamarca. El mejor y más justo jugador de Gran Bretaña fue Tyrone Hallam.
En 2002, los Bulldogs de Gran Bretaña compitieron en la primera Copa Internacional de Fútbol Australiano en Australia, terminando sextos. Tres años después, también terminaron sextos en el torneo de 2005.
En octubre de 2005, los Bulldogs jugaron contra Irlanda en un partido de exhibición en el partido de exhibición West Coast Eagles vs Fremantle en el Oval de Londres. Después de este partido, el entrenador en jefe Matt Connell entregó el rol de entrenador a Charlie Kielty.
En octubre de 2006, el partido de Gran Bretaña vs Irlanda se repitió antes del partido Geelong Football Club vs Port Adelaide Power.
Después de que el entrenador Charlie Kielty renunciara a fines de 2009, Mark Pitura se convirtió en entrenador, con Rob Fielder como asistente. La primera prueba fue contra un equipo itinerante de los Vikings de Dinamarca, que resultó en una victoria de 11,10 (76) a 9,9 (63) para los Bulldogs en Putney Heath, Londres.
En 2010, el equipo compitió en el Campeonato de Europa inaugural en Dinamarca y Suecia. El equipo logró un cuarto lugar creíble, perdiendo ante los finalistas Dinamarca en el grupo y coanfitrión de Suecia en la final de clasificación. Tres Bulldogs fueron nombrados en el Equipo del Torneo. Estos jugadores fueron Adam Bennett (Reading Kangaroos), Martyn Hinchey (Southampton Titans) y Gareth Blackstaffe-Turner (Wimbledon Hawks).
En la Copa Internacional de 2011, Paul Harris de los Putney Magpies fue el capitán del equipo hasta el séptimo lugar. Brendan McGeever (North London Lions), Ian Mitchell (Wolverhampton Wolves) y Paul Francis (Wimbledon Hawks) se desempeñaron como vicecapitanes.
Una notable mejora en el rendimiento culminó con una actuación fantástica en el Campeonato de Europa de la AFL 2013, donde el equipo terminó como subcampeón ante la anfitriona Irlanda.
En 2014, los Bulldogs viajaron una vez más a la Copa Internacional de la AFL y se colocaron en el Grupo A junto a Irlanda, Nauru, Fiji, Francia e Indonesia. Se lograron victorias sobre Francia y Fiji y Gran Bretaña terminó noveno en la general, derrotando a Fiji 5.7 (37) a 2.7 (19) en la Final Clasificatoria.
2016 fue un año exitoso para los Bulldogs, ya que se convirtieron en campeones de Europa por primera vez. Los bulldogs derrotaron a Irlanda 7,9 (51) a 4,5 (29). Seis jugadores hicieron el equipo del torneo. Estos fueron Luke Booth (Huddersfield Rams), Marc Cashman (Wimbledon Hawks), Jack Coughlan (North London Lions), Myles Hudson (Wimbledon Hawks), Michael Sharp (North London Lions) y Andrew Walkden (Manchester Mosquitoes).
En la versión 2017 de la Copa Internacional AFL, Will Worthington fue capitán del equipo y fue asistido por Luke Booth y Sean Walton como vicecapitanes. Los Bulldogs terminaron en una posición conjunta más alta de seis.
En febrero de 2018, Ross Denton, exmiembro de la Universidad de Birmingham y actualmente jugando para los North London Lions, fue nombrado capitán de los Bulldogs de Gran Bretaña.

## Participaciones

### Copa Internacional
| Año   | Terminado | P  | Mundial | PF   | PC   | %      |
| ----- | --------- | -- | ------- | ---- | ---- | ------ |
| 2002  | 11/6      | 5  | 4-2-0   | 165  | 352  | 46,87  |
| 2005  | 6/10      | 6  | 2-4-0   | 147  | 266  | 55.26  |
| 2008  | 16/9      | 5  | 3-2-0   | 264  | 208  | 126,92 |
| 2011  | 18/7      | 6  | 3-3-0   | 197  | 241  | 81,74  |
| 2014  | 18/9      | 5  | 2-3-0   | 222  | 174  | 127,58 |
| 2017  | 18/6      | 5  | 3-2-0   | 226  | 211  | 126.06 |
| Total | 87/47     | 32 | 17-16-0 | 1221 | 1452 | 94,07  |

### Campeonato Europeo
| Año    | Terminado | P  | Mundial | PF  | PC  | %      |
| ------ | --------- | -- | ------- | --- | --- | ------ |
| / 2010 | 4/8       | 4  | 2-2-0   | 232 | 154 | 150,64 |
| 2013   | 2/6       | 4  | 2-2-0   | 231 | 154 | 150,00 |
| 2016   | 1/4       | 4  | 3-1-0   | 337 | 82  | 410,97 |
| Total  | 7/18      | 12 | 7-5-0   | 800 | 390 | 237,20 |